# Шрек (персонаж)
Шрек (англ. Shrek) — сказочный зелёный огр сорока лет, главный персонаж одноимённой детской книги Уильяма Стейга, а также снятой по её мотивам популярной серии анимационных фильмов, сопутствующих фильмам компьютерных игр, комиксов, наборов стикеров и т. д.
20 мая 2010 года Шрек получил звезду на Голливудской «Аллее славы» в Лос-Анджелесе. В том же году американский журнал Entertainment Weekly назвал его одним из 100 величайших персонажей за последние 20 лет.

## Описание
О детстве и молодости Шрека мало известно. Его отец постоянно хотел его съесть (один из таких случаев Шрек упомянул в третьем мультфильме). В «Шрек: Мюзикл» известно, что он покинул родительский дом в 7 лет, переселившись в новый дом на болоте.
В первом мультфильме («Шрек», 2001) Шрек живёт в одиноком домике на болоте, ведёт размеренную жизнь одиночки. Он ценит уют и спокойствие. Шрек самостоятельно ухаживает за собой: сушит одежду, делает грязевые ванны из лечебной глины, чистит зубы деревянной щёткой с помощью пасты из слизи гусеницы. Существо добродушное по природе, он, чтобы его не беспокоили местные, расставляет перед жилищем устрашающие таблички, но иногда ему всё же приходится отбивать атаки селян, которые относятся к нему как к обычному великану-людоеду.
Однажды в лесу Шрек сталкивается с Ослом, которого преследуют рыцари лорда Фаркуада, и спасает его. Но Осёл оказывается чрезвычайно болтлив, что сильно раздражает Шрека. Впрочем, это только начало его бед: высланные из города Дюлок сказочные персонажи селятся на его болоте. Разгневанный Шрек отправляется к Фаркуаду, чтобы потребовать вернуть себе болото; в попутчики ему навязывается Осёл.
После победы Шрека и Осла в рыцарском турнире Фаркуад предлагает огру договор: в обмен на возвращение болота Шрек должен доставить ему прекрасную принцессу Фиону. Огр вынужден согласиться. С помощью Осла он спасает Фиону и конвоирует её в Дюлок, но по пути Шрек и принцесса постепенно влюбляются друг в друга.
Решив признаться Фионе в своих романтических чувствах, Шрек случайно слышит её разговор с Ослом о том, можно ли полюбить столь ужасного монстра. Несмотря на то, что принцесса говорила о ужасном проклятии, наложенном ведьмой на неё в юном возрасте, он приходит к выводу, что речь как раз о нём, и решает забыть принцессу. Однако во время очередной ссоры Осёл проговаривается, что Шрек на самом деле нравится Фионе. Верхом на Драконихе они мчатся спасать её и срывают свадьбу. В этот момент обнаруживается, что на Фиону наложено страшное проклятье и по ночам она превращается в огра. Фаркуад решает заточить Фиону в башню и убить Шрека, но Дракониха проглатывает злодея. Огр и принцесса признаются друг другу в любви и женятся.

Шрек в человеческом обличии во второй части

Во второй части Шрек и Фиона, вернувшись из свадебного путешествия, узнают, что им надо ехать в Тридевятое королевство за благословением родителей Фионы. Шрек не в восторге от этой идеи, но Фиона и Осёл убеждают его согласиться.
Отношения с родителями Фионы у Шрека не складываются. Во время ужина он сильно ссорится со своим тестем, королём Гарольдом, а затем и с Фионой. На следующее утро король Гарольд приглашает Шрека на охоту. Огр вместе с Ослом заблуждаются в лесу, и на них нападает Кот в сапогах, который хочет убить Шрека. Но план проваливается, так как Кот поперхнулся шерстью. Умоляя его пощадить, он случайно выдаёт, что нанят королём.
Шрек расстроен. Внезапно он натыкается на визитку Феи-Крёстной, которую та раньше вручила Фионе, и решает отправиться к ней. При встрече Фея советует Шреку оставить Фиону, так как великанам не дано жить долго и счастливо. Тогда огр и его друзья похищают с фабрики волшебное зелье и сбегают. Эликсир превращает Шрека в человека, а Осла в коня.
Из-за интриг Феи и её сына, принца Чарминга (дословно Прекрасный), Шреку не удаётся встретиться с Фионой. Фея убеждает огра, что ему лучше забыть свою жену. Сидя в баре «Ядовитое яблочко», герои случайно видят короля. Они подслушивают его разговор с Феей и Чармингом и узнают о заговоре, цель которого — женить Чарминга на Фионе и завладеть троном. Но Осёл случайно проговаривается, после чего героев ловят и сажают в тюрьму.
Друзья Шрека — три поросёнка, пряничный человечек, три слепые мыши, Серый Волк и Пиноккио — освобождают Шрека и его товарищей. С помощью гигантского пряничного человечка они штурмуют замок, и Шрек успевает попасть туда в нужный момент. В ходе схватки выясняется, что король не дал Фионе любовное зелье, как просила Фея. Та пытается убить Шрека, но король Гарольд спасает его, и в результате Фея погибает. Король же превращается в лягушку — это и есть его истинный облик. Он благословляет Шрека и Фиону. Огр пытается поцеловать жену, но та решает, что им лучше остаться ограми, и они возвращают свой прежний облик навсегда. А к Ослу, который снова стал ослом, прилетает Дракониха, и выясняется, что у них родились дети.
В третьей части король Гарольд умирает. Не желая садиться на трон, Шрек вместе с Ослом и Котом отправляется на поиски другого претендента — Артура (он же Арти). В его отсутствие Чарминг с помощью сказочных злодеев захватывает власть. Герои, вернувшись домой, попадают к нему в плен, и Шрек говорит, что использовал Артура. Чарминг верит этому и отпускает претендента.
Королеве Лиллиан удаётся найти способ освободиться. Сбежав из плена, друзья Шрека готовятся сорвать представление Чарминга, на котором он намерен убить огра. Им это удаётся, а Арти убеждает сказочных злодеев перейти на сторону добра и принимает трон. Шрек и Фиона возвращаются домой и растят троих детей: двух сыновей и одну дочку.
В четвёртой части Шрек становится жертвой жестокого обмана злого волшебника Румпельштильцхена и попадает в параллельный мир, где его никогда не существовало. Чтобы всё исправить, он должен найти и поцеловать свою любовь — Фиону. Но это оказывается непросто, ведь у Шрека на всё один день. Тем не менее огру всё постепенно удаётся, и параллельный мир исчезает, а Шрек возвращается домой. В результате этого приключения он научился ценить то, что имеет сам.

### Прообраз

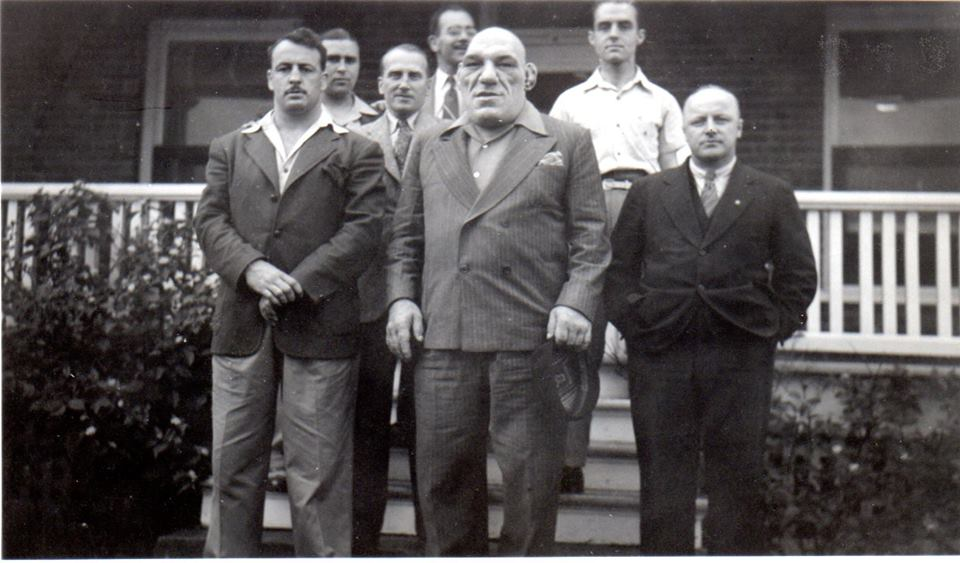
Морис Тийе в 1936 году

У Шрека был реальный прототип. Уильям Стейг срисовал его с известного французского рестлера Мориса Тийе, у которого была акромегалия.